# Emilio Frullani
Emilio Frullani, född 1810 i Florens, död där 24 oktober 1879, var en italiensk skald och politiker. Han var son till Leonardo Frullani och bror till Giuliano Frullani.
Frullani tog livlig del i de nationella rörelserna 1848 och 1859, var 1859 ledamot av toskanska representationen och valdes 1860 till ledamot av italienska parlamentet. År 1865 tog han initiativet till det stora Dantejubileet i Florens och till stadens inköp av Dantes av Frullani upptäckta boningshus. Hans dikter, Versi (1863) och Nuovi versi (1874), är själfull och elegisk reflexionspoesi.